# کاردیا
کاردیا (به انگلیسی: Cardia) یا درآیه در دانش کالبدشناسی، اصطلاحی برای معرفی بخشی از معده است که آن را به مری متصل می‌کند. دهانه، بلافاصله پس از خط Z در معده آغاز و آن را به مری متصل می‌کند که هنگام ورود غذا به معده منبسط شده و غذا وارد معده میشود.

## کارکرد
این اندام مانند یک دریچه یک‌طرفه عمل کرده و مانع از ورود مخاط مری به معده و محتویات معده به مری می‌شود.

## نگارخانه

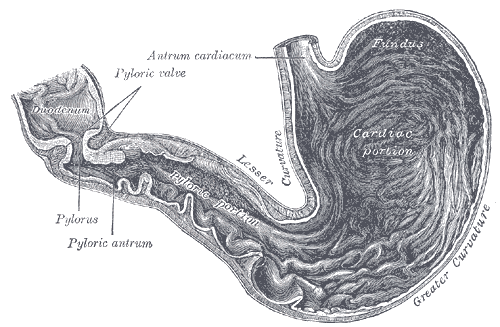
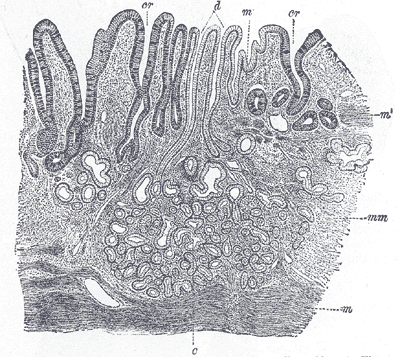
<!Section of mucous membrane of human stomach, near the cardiac orifice. X 45.>